# Nunca moriremos
Nunca moriremos (en húngaro, Sose halunk meg) es una película de comedia húngara de 1993 escrita, dirigida y protagonizada por Róbert Koltai. La película fue seleccionada como la entrada húngara a la Mejor Película en Lengua Extranjera en los 66.ª Premios de la Academia, pero no fue nominada.
La historia está ambientada en la década de 1960 y trata sobre un vendedor de perchas que viaja y que educa a su sobrino adolescente sobre la vida a través de sus viajes.

## Reparto
- Róbert Koltai como Gyula
- Mihály Szabados como Imi
- Gábor Máté como Imre
- Tamás Jordán cuando Vigéc
- Kathleen Gati como Nusi
- Andor Lukáts como Pap
- György Hunyadkürthy como Pucus
- Péter Blaskó como Apa
- Flóra Kádár